# Austregilda
Austregilda (en francés, Austregilde; m. 580) es una reina franca del siglo VI.
Quizá fuera una sirvienta de la reina Marcatruda (segunda mujer de Gontrán I). Después de que el rey repudiara a Marcatruda en 565, Austregilda se convirtió en la tercera mujer del rey Gontrán, a quien dio al menos cuatro hijos, de los cuales dos murieron jóvenes.